# ヴィルドゥナガル県
ヴィルドゥナガル県（விருதுநகர் மாவட்டம் ; Virudhunagar district）は、インド南部のタミル・ナードゥ州に属する30の県の一つ。県庁所在地はヴィルドゥナガル。

## 概要
2001年の国勢調査では、面積4283平方キロメートル、人口175万1301人、人口密度は409人/km2。
北はマドゥライ県、北東はシヴァガンガイ県、東はラーマナータプラム県、南東はトゥーットゥックディ県、南西はティルネルヴェーリ県に接し、西で僅かにテーニ県とケーララ州に接する。

## 歴史
1985年3月8日にラーマナータプラム県からカーマラージャル県として分離して誕生。知事の名を県名にしてはならないとするタミル・ナードゥ州政府の通達を受け、1996年に現在の名称に改称した。
2021年2月12日、違法操業をしていた爆竹製造工場で爆発事故が発生。少なくとも19人が死亡、数十人が負傷。

## 行政区分

### 郡
ヴィルドゥナガル県は、以下の8つの郡（タミル語 வட்டம் 「円」 ; 英訳 taluk）に区分けされている。
- ティルッチュリ郡（திருச்சுழி ; Tiruchuli）
- カーリヤーッパッティ郡（காரியாப்பட்டி ; Kariapattai）
- アルップッコーッタイ郡（அருப்புக்கோட்டை ; Arupukottai）
- ヴィルドゥナガル郡（விருதுநகர் ; Virudhunagar）
- サーットゥール郡（சாத்தூர் ; Sathur）
- シヴァカーシ郡（சிவகாசி ; Sivakasi）
- ティルヴィッリプットゥール郡（திருவில்லிபுத்தூர் ; Srivilliputhur）
- ラージャパーライヤム郡（இராஜபாளையம் ; Rajapalayam）

### 区
ヴィルドゥナガル県は、以下の11の区（英訳 block）に区分けされている。
- ナリックディ区（நரிக்குடி ; Narikudi）
- カーリヤーッパッティ区（காரியாப்பட்டி ; Kariapattai）
- ティルッチュリ区（திருச்சுழி ; Tiruchuli）
- アルップッコーッタイ区（அருப்புக்கோட்டை ; Arupukottai）
- ヴィルドゥナガル区（விருதுநகர் ; Virudhunagar）
- サーットゥール区（சாத்தூர் ; Sathur）
- シヴァカーシ区（சிவகாசி ; Sivakasi）
- ヴェンバッコーッタイ区（வெம்பக்கோட்டை ; Vembakottai）
- ヴァッティラーイルップ区（வத்திராயிருப்பு ; Watrap）
- ティルヴィッリプットゥール区（திருவில்லிபுத்தூர் ; Srivilliputhur）
- ラージャパーライヤム区（இராஜபாளையம் ; Rajapalayam）